# Donsiella limnoriae
Donsiella limnoriae is een eenoogkreeftjessoort uit de familie van de Pseudotachidiidae. De wetenschappelijke naam van de soort is voor het eerst geldig gepubliceerd in 1936 door Stephensen.